# دامین دانته وینس
دامین دانته وینس (انگلیسی: Damien Dante Wayans؛ زادهٔ ۱۵ آوریل ۱۹۸۰) یک هنرپیشه، کارگردان، و تهیه‌کننده اهل ایالات متحده آمریکا است. وی از سال ۱۹۸۷ میلادی تاکنون مشغول فعالیت بوده‌است.
او در فیلم تحت‌تعقیب‌ترین‌های مالیبو بازی کرده‌است.